# Jacques Chirac
Jacques René Chiracⓘ (wym. [ʒak ʀəˈne ʃiˈʀak]; ur. 29 listopada 1932 w Paryżu, zm. 26 września 2019 tamże) – francuski polityk. W latach 1995–2007 prezydent Francji i jednocześnie współksiążę Andory, w latach 1974–1976 oraz 1986–1988 premier Francji, w latach 1977–1995 mer Paryża. Był również sekretarzem stanu, ministrem, deputowanym krajowym i posłem do Parlamentu Europejskiego I kadencji, a także liderem ugrupowań gaullistowskich.

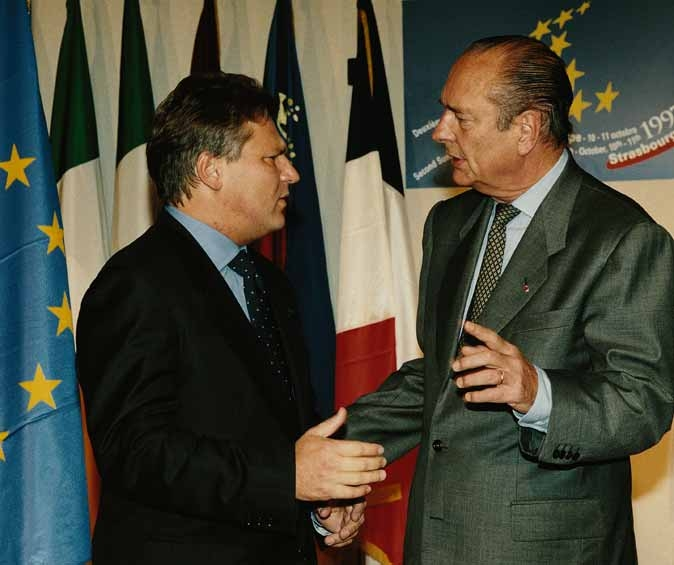
Jacques Chirac z prezydentem RP Aleksandrem Kwaśniewskim

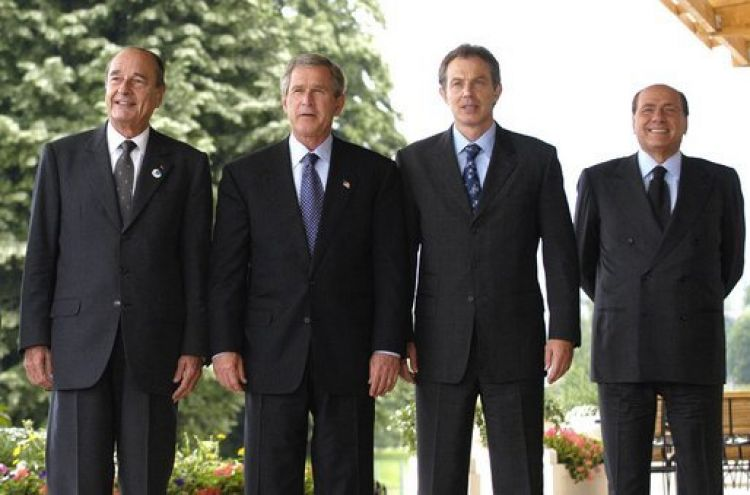
Jacques Chirac, George W. Bush, Tony Blair i Silvio Berlusconi

Jacques Chirac i Bill Clinton

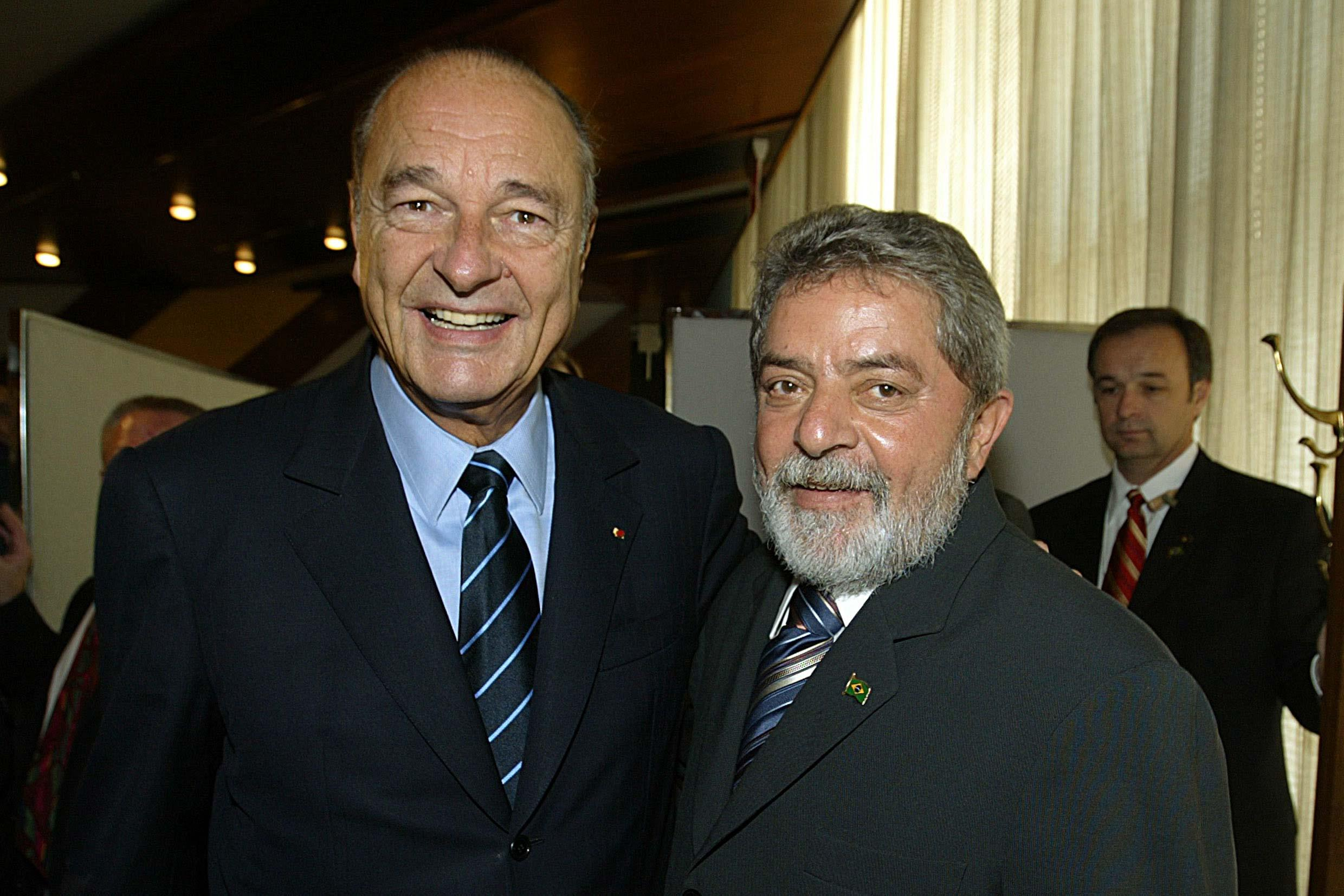
Jacques Chirac i prezydent Brazylii Luiz Inácio Lula da Silva

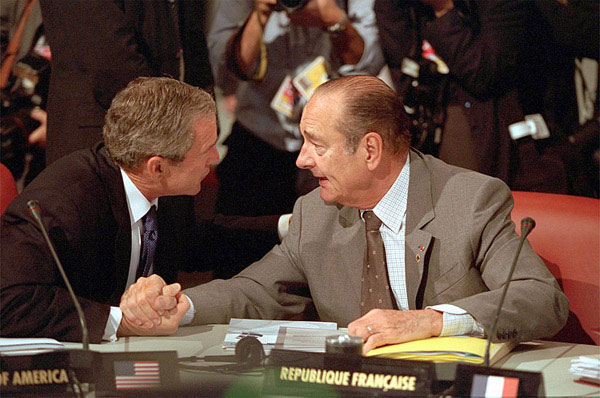
Jacques Chirac i prezydent Stanów Zjednoczonych George W. Bush

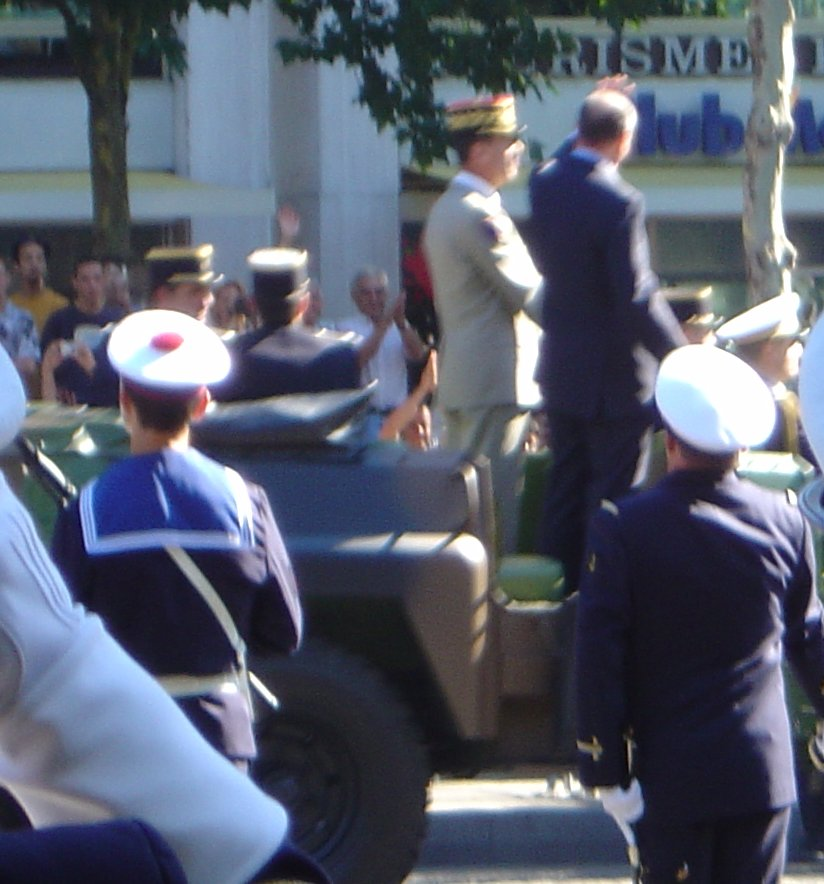
Obchody Dnia Bastylii, kiedy dokonano amatorskiego zamachu na życie prezydenta (2002)

Działał na scenie politycznej przez 45 lat; był ostatnim prezydentem Francji urodzonym przed II wojną światową i ostatnim zaangażowanym w politykę jeszcze w czasie prezydentury generała Charles’a de Gaulle’a.

## Życiorys

### Działalność do 1962
Urodził się w Paryżu jako syn Abela Chiraca (pracownika sektora bankowego i przedsiębiorstwa lotniczego Henry’ego Poteza) oraz Marie-Louise Valette (gospodyni domowej). Był jedynym dzieckiem swoich rodziców, jego starsza siostra Jacqueline zmarła w wieku kilkunastu miesięcy jeszcze przed jego urodzeniem. Okres II wojny światowej rodzina spędziła w Rayol-Canadel-sur-Mer. Jacques Chirac kształcił się w paryskich szkołach Lycée Carnot oraz Lycée Louis-le-Grand. W pierwszej połowie lat 50. ukończył studia w Instytucie Nauk Politycznych w Paryżu, kształcił się też na letnim kursie na Uniwersytecie Harvarda. Przez pewien czas był związany z Francuską Partią Komunistyczną, wcześniej współpracował z Michelem Rocardem i rozważał akces do SFIO.
Po ukończeniu Sciences Po odbył służbę wojskową, służył w kawalerii w Saumur, został w jej trakcie wysłany do Algierii, w której wówczas toczyły się działania wojenne. W 1957 podjął naukę w École nationale d’administration, której absolwentem został w 1959. W tym samym roku podjął pracę w Trybunale Obrachunkowym. Zawodowo był związany z tą instytucją do 1993, od 1965 w randze radcy.

### Działalność w latach 1962–1974
Działalność polityczną podjął na początku lat 60., włączając się w działalność środowiska gaullistów, które uzyskało silną pozycję po powrocie generała Charles’a de Gaulle’a do władzy. Związał się wówczas z Unią na rzecz Nowej Republiki, na bazie której w 1967 powstała kolejna formacja pod nazwą Unia Demokratów na rzecz Republiki. W 1962 dołączył do sekretariatu premiera Georges’a Pompidou. Zaczął też pełnić różne funkcje w administracji lokalnej. W latach 1965–1977 był radnym miejscowości Sainte-Féréole. W 1968 wybrany do rady departamentu Corrèze. Trzykrotnie do 1982 uzyskiwał reelekcję, zaś w latach 1970–1979 stał na czele administracji departamentu. W 1969 został skarbnikiem fundacji Fondation Claude Pompidou.
W 1967 po raz pierwszy uzyskał mandat posła do Zgromadzenia Narodowego. W następnych latach siedmiokrotnie (w 1968, 1973, 1978, 1981, 1986, 1988 i 1993) był wybierany na kolejne kadencje niższej izby francuskiego parlamentu.
W kwietniu 1967 objął pierwszą w karierze funkcję rządową. Premier Georges Pompidou powołał go na stanowisko sekretarza stanu do spraw problemów z zatrudnieniem. Pełnił tę funkcję do maja 1968, po czym do stycznia 1971 był sekretarzem stanu do spraw gospodarki i finansów (w gabinetach, którymi kierowali kolejno Georges Pompidou, Maurice Couve de Murville i Jacques Chaban-Delmas). W styczniu 1971 premier Jacques Chaban-Delmas mianował go ministrem delegowanym do spraw kontaktów z parlamentem. Urząd ten sprawował do lipca 1972, kiedy to Pierre Messmer powierzył mu stanowisko ministra rolnictwa i rozwoju wsi. Ministerstwem tym kierował do lutego 1974.

### Działalność w latach 1974–1995
W lutym 1974 Jacques Chirac został ministrem spraw wewnętrznych w rządzie Pierre’a Messmera. Kilka tygodni później zmarł urzędujący od 1969 prezydent Georges Pompidou. Kandydatem gaullistów w kolejnych wyborach został Jacques Chaban-Delmas. Część tego środowiska odmówiła jednak jego poparcia. 43 parlamentarzystów gaullistowskich pod przywództwem Jacques’a Chiraca podpisało petycję nawołującą do poparcia kandydatury reprezentującego środowisko republikanów Valéry’ego Giscarda d’Estainga.
Valéry Giscard d’Estaing wygrał w drugiej turze, pokonując kandydata socjalistów François Mitterranda. W maju 1974 nowy prezydent powołał dotychczasowego ministra spraw wewnętrznych na urząd premiera. W grudniu tegoż roku Jacques Chirac stanął na czele Unii Demokratów na rzecz Republiki jako jej sekretarz generalny. W kwietniu 1975 formalne kierownictwo przejął André Bord, a w czerwcu urzędujący premier został honorowym sekretarzem generalnym partii. W 1976 doszło do serii spięć między Pałacem Elizejskim a siedzibą premiera Hôtel Matignon. W sierpniu tegoż roku lider gaullistów zrezygnował z kierowania gabinetem.
W grudniu 1976 doprowadził do rozwiązania UDR i powołania na jej bazie nowego ugrupowania gaullistowskiego pod nazwą Zgromadzenie na rzecz Republiki (RPR). Stanął wówczas na jego czele i kierował nim do listopada 1994 (ustąpił w związku z ogłoszoną kandydaturą prezydencką, zastąpił go wtedy Alain Juppé). W marcu 1977 został wybrany na mera Paryża (urząd przywrócony po ponad 100 latach). Reelekcję na to stanowisko uzyskiwał w wyborach lokalnych w 1983 i 1989, kończąc urzędowanie 16 maja 1995 (dzień przed objęciem stanowiska prezydenta). W pierwszych powszechnych wyborach europejskich w 1979 uzyskał mandat deputowanego do Parlamentu Europejskiego, zrezygnował z mandatu w 1980.
W 1981 po raz pierwszy kandydował w wyborach prezydenckich. W pierwszej turze głosowania otrzymał 18,0% głosów, zajmując trzecie miejsce (pierwszy był ubiegający się o reelekcję Valéry Giscard d’Estaing, a drugi François Mitterrand). Celowo nie poparł wówczas aktywnie dotychczasowego prezydenta, co przyczyniło się do jego porażki; w drugiej turze głosowania zwyciężył wówczas lider socjalistów.
W 1986 Zgromadzenie na rzecz Republiki i ich sojusznicy z Unii na rzecz Demokracji Francuskiej uzyskali większość w Zgromadzeniu Narodowym. W marcu tegoż roku socjalistyczny prezydent powierzył mu funkcję premiera, którą Jacques Chirac pełnił do maja 1988. Doszło wówczas do pierwszej w historii V Republiki koabitacji, gdy prezydent i premier wywodzili się z dwóch różnych środowisk politycznych.
W 1988 ponownie kandydował w wyborach prezydenckich. W pierwszej turze głosowania otrzymał 20,0% głosów. Przeszedł do drugiej tury z François Mitterrandem, z którym przegrał, uzyskując 46,0% głosów. Socjaliści z koalicjantami wygrali następnie wybory parlamentarne w tym samym roku. W 1993, po pięciu latach pobytu w opozycji, sojusz kierowanych przez Jacques’a Chiraca gaullistów oraz centrystów z UDF uzyskał większość w Zgromadzeniu Narodowym (wraz z innymi środowiskami centrum i prawicy ponad 80% mandatów). Nowym premierem w ramach drugiej koabitacji został Édouard Balladur z RPR.

### Prezydent Francji (1995–2007)

#### Wybory 1995 i pierwsza kadencja
W listopadzie 1994 Jacques Chirac ogłosił swoją kandydaturę na prezydenta. Część liderów gaullistów wsparła jednak zyskującego popularność Édouarda Balladura, za którym opowiedziała się też koalicyjna UDF. Początkowo sondaże wskazywały, że w drugiej turze zmierzą się mer Paryża z urzędującym premierem. Ostatecznie pierwszą turę wyborów w 1995 wygrał kandydat Partii Socjalistycznej Lionel Jospin (23,3% głosów), wyprzedzając Jacques’a Chiraca (20,8% głosów). Mer Paryża, już z pełnym poparciem RPR i UDF, zwyciężył jednak w drugiej turze z wynikiem 52,6% głosów. Urząd prezydenta objął 17 maja 1995.
Jedną z pierwszych decyzji nowej głowy państwa było powołanie Alaina Juppé na premiera. W grudniu 1995 w Pałacu Elizejskim podpisano kończące wojnę w Bośni i Hercegowinie porozumienia z Dayton. Nowy prezydent zdecydował także o wznowieniu prób z bronią jądrową. Na skutek polityki cięć budżetowych doszło do spadku poparcia dla jego zaplecza politycznego. W 1997 prezydent zdecydował się rozpisać przedterminowe wybory parlamentarne, w ich wyniku zwycięstwo odniosła Partia Socjalistyczna i jej koalicji (komuniści, radykałowie, ekolodzy). Na czele rządu stanął socjalista Lionel Jospin, a trzecia koabitacja trwała przez pięć lat do 2002.
W czasie swojej pierwszej kadencji prezydent, dążąc do zachowania silnej pozycji Francji na arenie międzynarodowej, jednocześnie popierał integrację europejską. W tej trakcie Francja wzięła w 1999 udział w operacji wojskowej NATO w Federalnej Republice Jugosławii.

#### Wybory 2002 i druga kadencja
W 2002 prezydent ubiegał się o reelekcję w nowych wyborach prezydenckich. Za głównego kontrkandydata uchodził Lionel Jospin. Łącznie w wyborach startowało szesnastu kandytatów, w tym liczni inni przedstawiciele obu obozów. Jacques Chirac w pierwszej turze zajął pierwsze miejsce (19,9% głosów). Urzędujący premier był trzeci z wynikiem 16,2% głosów, a do drugiej tury przeszedł lider skrajnie prawicowego Frontu Narodowego Jean-Marie Le Pen (16,9% głosów).
Wyniki pierwszej tury skłoniły francuską centroprawicę do integracji – 23 kwietnia 2002 pod auspicjami prezydenta powstała Unia na rzecz Większości Prezydenckiej. Jacques Chirac w drugiej turze odniósł zdecydowane zwycięstwo, zyskując głosy wszystkich przeciwników lidera Frontu Narodowego i otrzymując 82,2% głosów.
Po ustąpieniu Lionela Jospina z funkcji premiera zaraz po przegranych wyborach prezydent na to stanowisko mianował jednego ze swoich stronników, Jean-Pierre’a Raffarina (którego w 2005 zastąpił Dominique de Villepin). Kilka tygodni później UMP z sojusznikami zdecydowanie wygrała wybory parlamentarne. W trakcie drugiej kadencji zainicjowano obniżenie podatku dochodowego i przeprowadzono reformę emerytalną.
14 lipca 2002 miał miejsce nieudany zamach na prezydenta. Gdy Jacques Chirac jechał odkrytym samochodem wojskowym podczas parady z okazji święta narodowego, niecelny strzał z karabinu w jego kierunku oddał mężczyzna będący członkiem organizacji neonazistowskiej; napastnika następnie obezwładniono.
W 2003 prezydent Francji i kanclerz Niemiec Gerhard Schröder wyrazili zdecydowany sprzeciw wobec planowanej przez prezydenta USA George’a W. Busha inwazji na Irak. Postawa ta doprowadziła do znacznego ochłodzenia stosunków amerykańsko-europejskich. Jacques Chirac ostro też krytykował aspirujące do Unii Europejskiej państwa, które poparły działania USA (w tym m.in. Polskę).
Jego druga kadencja trwała pięć lat i zakończyła się 16 maja 2007.

### Działalność po prezydenturze
Po zakończeniu kadencji był inicjatorem powołania fundacji Fondation Chirac. Zajął się również opracowaniem swoich wspomnień, przy ich pisaniu i redagowaniu jego współpracownikiem był pisarz Jean-Luc Barré.
Jako były prezydent zasiadł z urzędu w Radzie Konstytucyjnej, której członkiem pozostawał do czasu swojej śmierci.
Zmarł w Paryżu 26 września 2019. 30 września odbyły się uroczystości pogrzebowe, na ten dzień zarządzono we Francji żałobę narodową. Były prezydent został pochowany na cmentarzu Montparnasse. Żałobę narodową ogłoszono też w Andorze i Libanie

### Postępowanie karne
Wobec Jacques’a Chiraca pojawiały się różne zarzuty dotyczące nadużyć w okresie, gdy pełnił funkcję mera Paryża. Administracja miejska miała płacić osobom powiązanym z RPR za prace na rzecz miasta, które w rzeczywistości nie były wykonywane. Postępowanie karne umożliwił koniec kadencji prezydenckiej i utrata immunitetu, wstępne zarzuty przedstawiono mu w listopadzie 2007. W marcu 2011 rozpoczął się jego proces, były prezydent nie przyznawał się do zarzutów. Z uwagi na pogarszający się stan zdrowia. W grudniu 2011 został uznany za winnego defraudacji publicznych pieniędzy i nadużycia zaufania publicznego oraz skazany na karę dwóch lat pozbawienia wolności z warunkowym zawieszeniem jej wykonania. Jacques Chirac zrezygnował z wniesienia apelacji od tego orzeczenia.

## Życie prywatne
Od 1956 był żonaty z Bernadette Chodron de Courcel (krewną Geoffroya Chodron de Courcel, adiutanta i jednego z najbliższych współpracowników Charles’a de Gaulle’a). Małżonkowie mieli dwie córki: Laurence i Claude.

## Muzeum
15 grudnia 2000 zostało zainaugurowane przez Jacques’a Chiraca muzeum jego prezydentury (Musée du Président-Jacques-Chirac), położone w Sarran w departamencie Corrèze. Muzeum przedstawia bogatą kolekcję podarunków otrzymanych przez niego podczas pełnienia urzędu prezydenta, głównie podczas oficjalnych wizyt państwowych za granicą. Stało się też miejscem organizowania wystaw czasowych.

## Poglądy
Jego poglądy polityczne mieściły się w nurcie gaullistowskim i konserwatywnym; był m.in. zwolennikiem surowych kar dla przestępców (choć jednocześnie konsekwentnym przeciwnikiem kary śmierci). W gospodarce opowiadał się przeciwko zbytniemu liberalizmowi. Był katolikiem, przy czym konsekwentnie sprzeciwiał się udziałowi religii w życiu publicznym. Kiedy po śmierci Jana Pawła II zarządził opuszczenie flag, spotkało się to z ostrą krytyką wielu środowisk. W czasie swej kariery był raczej niechętny przyznaniu prawa do przerywania ciąży, aczkolwiek był premierem w okresie, kiedy dokonano reformy w tym zakresie.

## Rządy Jacques’a Chiraca

### Pierwszy rząd (od maja 1974 do sierpnia 1976)
- premier: Jacques Chirac[7]
- minister stanu, minister spraw wewnętrznych: Michel Poniatowski
- minister sprawiedliwości: Jean Lecanuet
- minister obrony: Jacques Soufflet (do stycznia 1975), Yvon Bourges (od stycznia 1975)
- minister ds. reform: Jean-Jacques Servan-Schreiber (do czerwca 1974)
- minister spraw zagranicznych: Jean Sauvagnargues
- minister gospodarki i finansów: Jean-Pierre Fourcade
- minister edukacji: René Haby
- minister ds. współpracy: Pierre Abelin (do stycznia 1976), Jean de Lipkowski (od stycznia 1976)
- minister ds. zaopatrzenia: Robert Galley
- minister rolnictwa: Christian Bonnet
- minister ds. jakości życia: André Jarrot (do stycznia 1976), André Fosset (od stycznia 1976)
- minister pracy: Michel Durafour
- minister zdrowia: Simone Veil
- minister przemysłu i badań naukowych: Michel d’Ornano
- minister handlu i rzemiosła: Vincent Ansquer
- minister handlu zagranicznego: Norbert Ségard (do stycznia 1976), Raymond Barre (od stycznia 1976)

### Drugi rząd (od marca 1986 do maja 1988)
- premier: Jacques Chirac[7]
- minister stanu, minister gospodarki, finansów i prywatyzacji: Édouard Balladur
- minister sprawiedliwości: Albin Chalandon
- minister obrony: André Giraud
- minister kultury i komunikacji: François Léotard
- minister spraw zagranicznych: Jean-Bernard Raimond
- minister spraw wewnętrznych: Charles Pasqua
- minister ds. zaopatrzenia, mieszkalnictwa, spraw regionalnych i transportu: Pierre Méhaignerie
- minister ds. terytoriów zamorskich: Bernard Pons
- minister edukacji narodowej: René Monory
- minister spraw społecznych i zatrudnienia: Philippe Séguin
- minister przemysłu, poczty, telekomunikacji i turystyki: Alain Madelin
- minister rolnictwa: François Guillaume
- minister ds. współpracy: Michel Aurillac
- minister ds. kontaktów z parlamentem: André Rossinot

## Odznaczenia i wyróżnienia
- Krzyż Wielki Legii Honorowej (Francja)[6]
- Krzyż Wielki Orderu Narodowego Zasługi (Francja)[6]
- Krzyż Waleczności Wojskowej (Francja)[6]
- Medal Lotniczy (Francja)[6]
- Order Zasługi Rolniczej (Francja)[6]
- Order Sztuki i Literatury (Francja)[6]
- Order Zasługi Sportowej (Francja)[6]
- Wielka Gwiazda Odznaki Honorowej za Zasługi dla Republiki Austrii
- Order Heydəra Əliyeva (Azerbejdżan)
- Krzyż Wielki Orderu Gwiazdy Czarnej (Benin)
- Krzyż Wielki Orderu Kondora Andów (Boliwia)
- Order Lwa Białego I klasy (Czechy)
- Krzyż Wielki z Łańcuchem Orderu Krzyża Ziemi Maryjnej (Estonia)
- Ordre national du Québec II klasy (Kanada)
- Order Wolności (Kosowo, 2004)[37]
- Krzyż Wielki Orderu Witolda Wielkiego (Litwa)
- Krzyż Wielki Orderu Wielkiego Księcia Giedymina (Litwa)
- Krzyż Wielki Orderu Trzech Gwiazd (Łotwa)
- Łańcuch Orderu Izabeli Katolickiej (Hiszpania)
- Krzyż Wielki Orderu Pro Merito Melitensi (Zakon Maltański)
- Krzyż Wielki Orderu Świętego Olafa (Norwegia)
- Order Orła Białego (Polska)[38]
- Krzyż Wielki Orderu Zasługi Rzeczypospolitej Polskiej (Polska)[39]
- Wielka Wstęga Orderu Zasługi Polskiej Rzeczypospolitej Ludowej (Polska)
- Krzyż Wielki Orderu Chrystusa (Portugalia)[40]
- Wielki Łańcuch Orderu Infanta Henryka (Portugalia)[40]
- Krzyż Wielki Orderu Dobrej Nadziei (RPA)
- Order „Za zasługi dla Ojczyzny” I klasy (Rosja)
- Krzyż Wielki z Łańcuchem Orderu Gwiazdy Rumunii (Rumunia)
- Krzyż Wielki Orderu Łaźni (Wielka Brytania)
- Order Królewski Serafinów (Szwecja)
- Kawaler Krzyża Wielkiego Orderu Zasługi Republiki Włoskiej (Włochy)
- Kawaler Krzyża Wielkiego Udekorowany Wielką Wstęgą Orderu Zasługi Republiki Włoskiej (Włochy)
- Honorowe obywatelstwo Sarajewa (2011)[41]